# Старовецкий, Мирон Михайлович
Мирон Михайлович Старовецкий (1 ноября 1937 — 4 февраля 1997) — советский и украинский музыкальный педагог по классу трубы.

## Биография
Окончив в 1958 году с отличием Львовское музыкальное училище, а затем консерваторию им. Лысенко в 1963 году, Мирон Старовецкий был направлен на работу в Тернопольское музыкальное училище им. С. Крушельницкой. Здесь на протяжении 35 лет он работал преподавателем по классу трубы. Создал эстрадный духовой коллектив «Оркестра воли», с которым выступал на Тернопольщине, в Киеве, Москве, Молдавии и Прибалтике.
За период творческой деятельности педагог подготовил свыше 100 музыкантов, которые сегодня представляют исполнительскую школу своего учителя. Среди них — заслуженный артист Украины, профессор Львовской музыкальной академии Роман Наконечный; заслуженный артист Украины, доцент Донецкой музыкальной академии Владимир Подольчук; доцент Одесской музыкальной академии им. Неждановой Игорь Борух; доцент Уральской консерватории им. Мусоргского Натан Бирман и другие. Педагогический опыт Мирона Старовецкого продолжают его ученики, ныне преподаватели Тернопольского музыкального училища им. С. Крушельницкой заслуженный работник культуры Украины Богдан Процак и Богдан Жеграй. Десятки его воспитанников работают в школах эстетического воспитания, артистами профессиональных оркестров на Украине, а также в США, Канаде, Израиле, Франции.
С целью увековечения памяти Мирона Старовецкого его ученики начали в 1999 году конкурс молодых трубачей, дав ему имя своего учителя. Сначала конкурс имел статус всеукраинского, а впоследствии стал международным. В 2006 году международный конкурс проводился во второй раз, а через два года — в третий раз. Четвёртый международный конкурс им. М. Старовецкого состоялся в ноябре 2010 года.